# Ewald Mataré

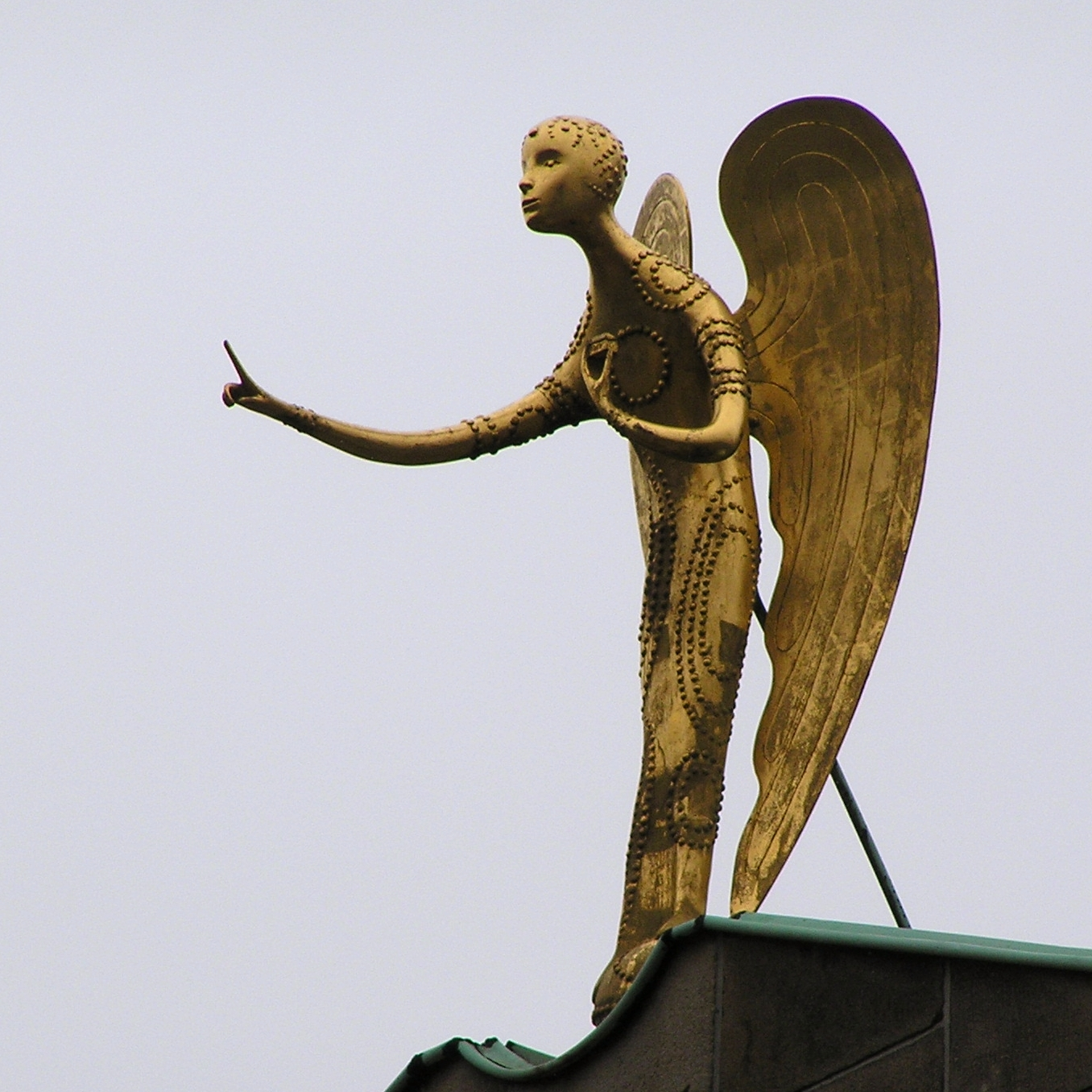
Ángel, en los apartamentos del obispo de la diócesis de Essen.

Ewald Wilhelm Hubert Mataré (Burtscheid, 25 de febrero de 1887 - Büderich, 28 de marzo de 1965) fue un pintor y escultor alemán, adscrito al expresionismo. Una gran parte de su obra esculpida son de figuras de animales.
Estudió en la Akademie der Künste (Academia de Bellas Artes) de Berlín con Julius Ehrentraut, Lovis Corinth y Arthur Kampf. En 1918 se unió al Novembergruppe. 
En 1932 recibió una cátedra en la Kunstakademie de Düsseldorf. En 1933, sin embargo, a causa del nazismo fue denunciado como "degenerado" y expulsado de su posición. Una de sus esculturas, Die Katze (El gato) se colocó en la exposición de la vergüenza y burla Entartete Kunst (Arte degenerado), organizada por los nazis en Múnich en 1937. Desde entonces, las comisiones de la Iglesia se convirtieron en su única fuente de ingresos.
Después de la guerra, fue requerido para que fuera el director de la Kunstakademie de Düsseldorf, pero pronto renunció, porque sentía que aún había demasiados profesores en la Akademie que habían enseñado activamente allí durante el Tercer Reich. Sin embargo, estuvo activo en la Academia el tiempo suficiente para enseñar a artistas como Erwin Heerich, Georg Meistermann y Joseph Beuys. Durante este tiempo tuvo muchos encargos del sector público, así como de nuevo del religioso, como las cuatro puertas para el portal sur de la catedral de Colonia. Participó en la Documenta 1 (1955) y 2 (1959). 

## Obras
- Las puertas de la portada meridional de la Catedral de Colonia.
- Las puertas de la Iglesia de la Paz en Hiroshima.
- Diseño de Altar en la Iglesia de San Andrés de Düsseldorf.
- Interior de la Iglesia de San Roque, en Düsseldorf (parcialmente destruido).
- El ave fénix en el Parlamento (Landtag) de Renania del Norte-Westfalia.
- La fuente de las palomas frente a la Catedral de Colonia.
- Puerta de entrada y ventanas de la Kunstakademie de Düsseldorf.
- Portal de la Basílica de San Lamberto en Düsseldorf.
- Fachada y balcón en el Schatzhaus de Essen.
- Fachada de la Casa Atlántida en Bremen.
- Memorial del Soldado en Cléveris
- Las puertas de entrada y la decoración de la capilla del Instituto Social Católico (KSI) de la Archidiócesis de Colonia, en Bad Honnef.